# スズキ・ハイ
ハイ（Hi）はスズキが販売していたスクータータイプの原動機付自転車である。
後継車種であるハイアップ(Hi-UP)も本項目に併記する。

## 概要
1985年12月発売。型式番号CA19A。「ハイパースクーター」をキャッチフレーズに、ハイヒップシェイプと呼ばれる丸みのあるデザインが特徴であった。エンジンは直立シリンダー、前方吸気・後方排気レイアウトの2ストロークエンジンで、1984年発売のラブスリーとシュート、1985年発売のカーナの系譜に属する車種でもあった。1986年にはウォルター・ウルフ仕様、キリンビバレッジのトロピカルカクテル「コナウインズ(KONA WINDS)」仕様、1987年にはファッションブランドの「パーソンズ(Person's）」仕様といった特別カラーモデルが発売された。
1987年3月、スポーツモデルのハイ-R(Hi-R、CA19B)を追加。フロントフォークをANDF(トレーリングリンク式)に改良し、エアロパーツが装着された若者向けモデルであり、CMソングには爆風スランプの「愛がいそいでる」が起用された。
1988年9月、ハイアップ(Hi-UP、CA1DA)にモデルチェンジ。スタイリングが全体的に直線基調に改められた。エンジンは低重心で整備性の良好な水平シリンダーレイアウトに改められ、出力は6.5psながらもトルクが0.73kgm/6000rpmと若干の向上を果たしている。スポーツモデルのハイアップ-R(Hi-UP、CA1DA)はエンジン出力がチャンバー型マフラーにより7.0psに向上、ボトムリンク式フロントフォークやフロントディスクブレーキが装備された。
1992年販売終了。ハイ、ハイアップ共にヤマハ・ジョグ(ペリカンジョグ)やヤマハ・チャンプ、ホンダ・タクト(クレージュタクト)、ホンダ・DJ・1、ホンダ・G´などを直接の競合相手とした車種であったが、メットインを不採用とし、その他の収納スペースも犠牲にしてまで小型軽量化と走行性能に拘った硬派なコンセプトは、1980年代末以降は若者層の間でもサーキット走行愛好家などを除いて次第に支持されなくなり、ハイアップもメットイン採用で人気を博したアドレスやセピアに道を譲る形で姿を消していった。
なお、ハイアップは欧州にてスズキ・ハイパーとして1990年から1999年まで販売されていた。英国仕様はスズキ・スタイル、カナダ仕様はスズキ・AE50の名称が与えられたが、英国・英連邦向けモデルはライトカウルが横に伸ばされハンドルバーを覆うナックルガードの役割を果たすスタイリングが特徴であった。